# Torneio de xadrez da Filadélfia de 1876
O Torneio de xadrez da Filadélfia de 1876 ou Quarto Congresso de xadrez dos Estados Unidos foi uma competição de xadrez disputada na cidade da Filadélfia em 1876, durante a sétima exposição mundial. Nove jogadores participaram do evento entre 15 e 31 de agosto. O torneio foi a disputado no sistema Todos-contra-todos e os prêmios foram conquistados por James Mason, Max Judd e Harry Davidson.

## Tabela de resultados[2]
| # | Jogador        | 1  | 2  | 3  | 4  | 5  | 6  | 7  | 8  | Pontos |
| 1 | James Mason    | xx | 1½ | 10 | 1½ | ½1 | 1½ | 11 | ½1 | 10½    |
| 2 | Max Judd       | 0½ | xx | 00 | 10 | 1½ | 11 | 11 | 11 | 9      |
| 3 | Henry Davidson | 01 | 11 | xx | ½0 | 0½ | ½1 | 01 | 11 | 8½     |
| 4 | Henry Bird     | 0½ | 01 | ½1 | xx | 0½ | 11 | ½1 | ½1 | 8½     |
| 5 | Jacob Elson    | ½0 | 0½ | 1½ | 1½ | xx | ½½ | 10 | 11 | 8      |
| 6 | Albert Roberts | 0½ | 00 | ½0 | 00 | ½½ | xx | 1½ | 11 | 5½     |
| 7 | Preston Ware   | 00 | 00 | 10 | ½0 | 01 | 0½ | xx | ½½ | 4      |
| 8 | LD Barbour     | ½0 | 00 | 00 | ½0 | 00 | 00 | ½½ | xx | 2      |
| 9 | Dion Martinez  | 00 | -  | ½½ | -  | -  | -  | -  | -  | -      |